# Camptoptera nigra
Camptoptera nigra är en stekelart som beskrevs av Soyka 1961. Camptoptera nigra ingår i släktet Camptoptera och familjen dvärgsteklar.
Artens utbredningsområde är Österrike. Inga underarter finns listade.